# Vital Jean De Gronckel
Vital Jean De Gronckel, né à Lennik-Saint-Quentin, le 20 avril 1820 et mort à Schaerbeek, le 8 janvier 1890, est un peintre belge.
Son champ pictural couvre essentiellement les portraits, les scènes de genre et également les scènes religieuses et les icônes qu'il réalise lors de sa résidence dans l'Empire russe. Il obtient une médaille d'or au Salon de Bruxelles de 1866. Ses œuvres sont notamment conservées au Musée de l'Ermitage à Saint-Pétersbourg et au Musée de Kuopio en Finlande.

## Biographie

### Famille
Vital Jean (Vital Joannes) De Gronckel, né à Lennik-Saint-Quentin, le 20 avril 1820, est le fils de Josse Ildephonse De Gronckel (1780-1825), né à Bonheiden, officier de santé, et de Marie Thérèse Nerinckx (1783-1842), née à Ninove. Parmi les neuf enfants du couple, François Joseph De Gronckel (1816-1871) devient avocat et auteur. Vital De Gronckel épouse à Saint-Pétersbourg le 30 août 1849 Elisabeth Eve Eisele (1822-1875), née à Aix-la-Chapelle. Le couple a deux fils : Charles De Gronckel (1850), avocat, et Jean De Gronckel (1854), docteur en philosophie et professeur de l'athénée royal de Bruges.

### Formation
Vital Jean De Gronckel est étudiant à l'Académie royale des beaux-arts de Bruxelles en 1834 et 1835, puis il fréquente l'atelier de François-Joseph Navez.

### Carrière
Vital De Gronckel expose pour la première fois au Salon de Bruxelles de 1842 une peinture d'histoire intitulée Charles VI roi de France, pendant sa démence, et Odette de Champdivers. En 1849, sa carrière prend une nouvelle direction lorsqu'il s'installe à Saint-Pétersbourg, où il demeure jusqu'en 1855. Membre de l'Académie de la ville impériale depuis 1850, il reçoit de nombreuses commandes de portraits membres de la haute aristocratie, comme Pierre Gueorguievitch duc d'Oldenbourg. Le Ministère de la Guerre, dirigé par le prince Vassili Andreïevitch Dolgoroukov lui adresse également plusieurs commandes, comme la réalisation d'icônes de l'église orthodoxe de la forteresse maritime de Sveaborg à Helsinki en Finlande – alors territoire de l'empire russe – inaugurée en 1854.
En 1855, Vital de Gronckel revient en Belgique et s'établit à Ixelles. Dès cette année, il expose au Salon d'Anvers. En août 1858, Vital De Gronckel est nommé professeur de dessin et de peinture à l'académie de dessin et d'architecture de Lokeren, dont, en 1860, il devient le directeur. De 1863 à 1886, il exerce en qualité de professeur de dessin, puis, en 1886, de professeur de la classe de tête antique à l'Académie de Bruxelles.
Au Salon de Bruxelles de 1866, grâce au portrait qu'il a réalisé représentant son frère, il obtient une médaille d'or. Il participe à l'Exposition universelle de 1867 à Paris, de même qu'à l'Exposition internationale de Londres de 1871.
Vital Jean De Gronckel meurt, à l'âge de 69 ans, rue des Coteaux, no 214 à Schaerbeek, le 8 janvier 1890. Il est inhumé à Lennik-Saint-Quentin, son village natal.

## Œuvre

### Caractéristiques
Son champ pictural couvre essentiellement les portraits, les scènes de genre, les scènes religieuses et les icônes qu'il réalise lors de sa résidence dans l'Empire russe.
Lors du Salon de Bruxelles de 1848, le critique Louis Van Roy écrit : « Nous voyons avec plaisir les progrès de M. De Gronckel. L'Enfant du pauvre est une étude d'un coloris sévère ; c'est de la peinture vigoureuse ; l'artiste doit avoir étudié les maîtres espagnols. Nous aimons moins La Campinoise qui n'est pas sans mérite. Nous avons remarqué des qualités sérieuses dans les quatre portraits, dont les originaux n'ont pas tous le caractère de distinction désirable. ».
Le critique Hyacinthe De Bruyn apprécie favorablement le portrait exposé au Salon de Bruxelles de 1872 : « Il est superbe, la tête et les mains sont modelées en pleine pâte, d'un ton chaud et vrai. Le dessin en est très soigné, la pose simple est bien choisie. Ce portrait fait le plus grand honneur à l'artiste. ».
Signe : V. De Gronckel

### Galerie

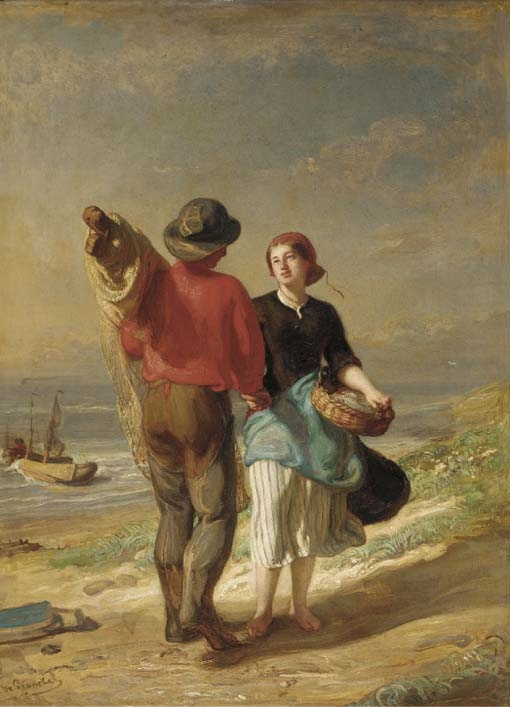
Une rencontre romantique sur la Côte.
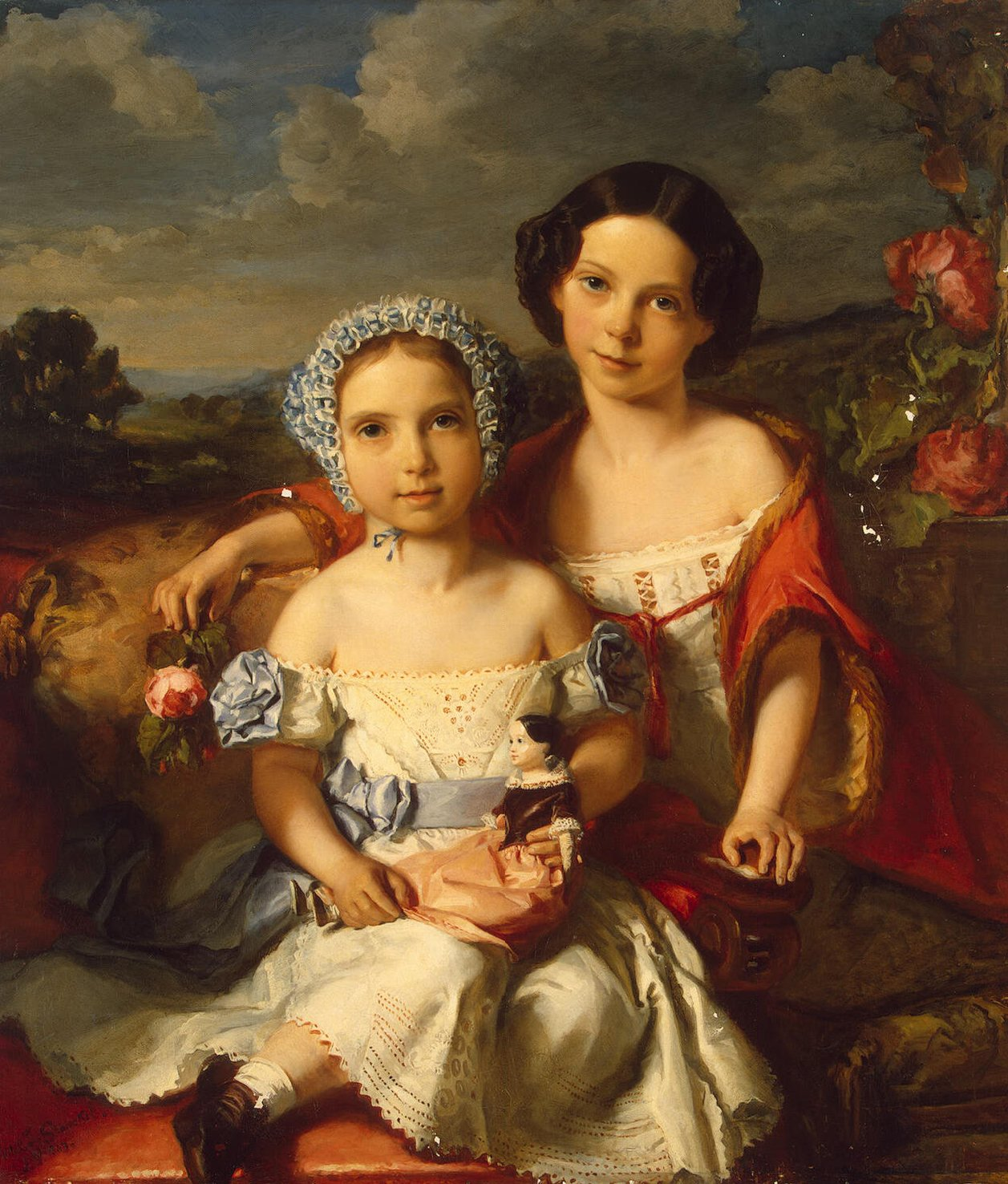
Portrait de deux enfants (1849), Musée de l'Ermitage.
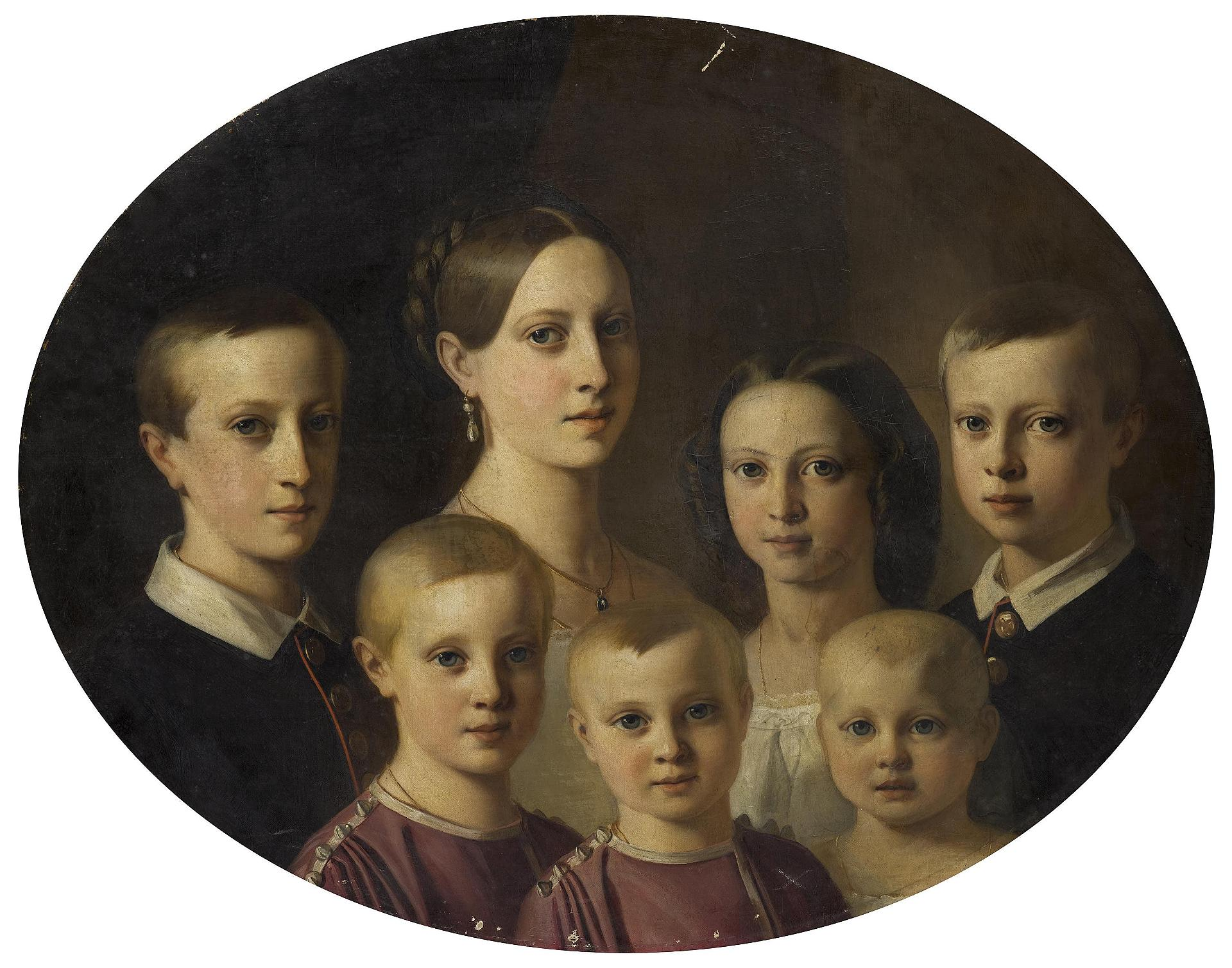
Portrait des enfants du duc d'Oldenbourg (1853), Musée de l'Ermitage.
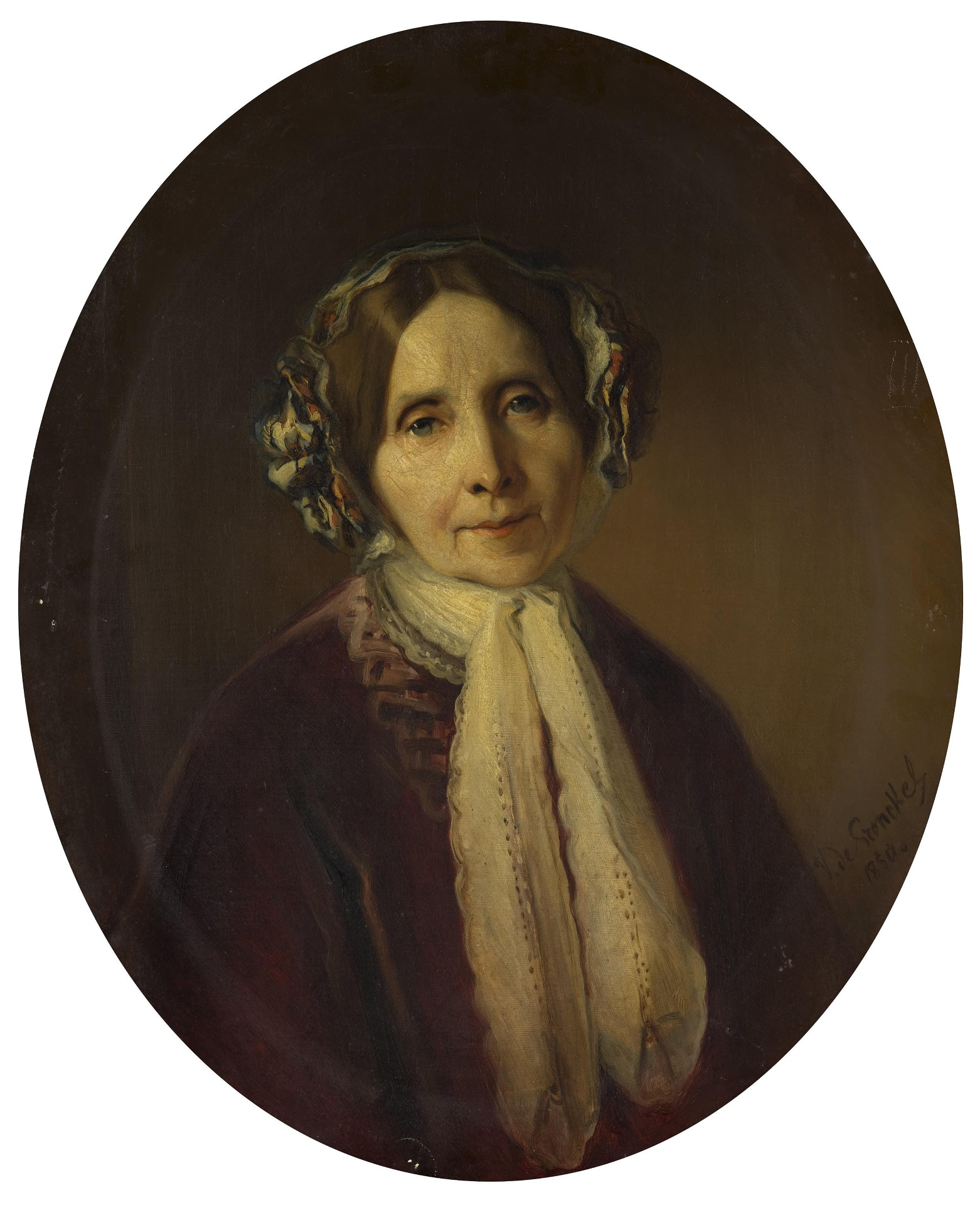
Portrait d'une dame âgée (1850), Musée de l'Ermitage.

### Expositions en Belgique
- Salon de Bruxelles de 1842 : Charles VI roi de France, pendant sa démence, et Odette de Champdivers[4].
- Salon d'Anvers de 1843 : L'Aumône, Frère et sœur (portrait) et Portrait d'une demoiselle[12].
- Salon de Gand (XIX) de 1844 : L'Institution du rosaire[13].
- Salon d'Anvers de 1846 : Portrait de M.C. et Le Bon numéro[14].
- Salon de Gand (XX) de 1847 : deux portraits[15].
- Salon de Bruxelles de 1848 : L'Enfant du pauvre, La Campinoise, deux portraits (peintures) et deux portraits (dessins)[16].
- Salon d'Anvers de 1855 : Abandon et Portrait de Mr…[6].
- Salon de Gand (XXIIIe) de 1856 : Portrait de dame et Abandon[17].
- Salon d'Anvers de 1858 : Le Réveil et La Poupée[18].
- Salon de Gand (XXIVe) de 1859 : Une indiscrétion[19].
- Salon d'Anvers de 1861 : Retour du pâturage et des portraits[20].
- Salon de Bruxelles de 1866 : Famille belge sous l'Empire et Portrait du frère de l'artiste [21].
- Salon d'Anvers de 1870 : Le Retour du moulin[22].
- Salon de Bruxelles de 1872 : Première rencontre et Portrait[23].
- Salon d'Anvers de 1873 : Saint-François et Souvenir du pays[24].
- Salon de Gand de 1874 (XXIXe) : Souvenir du pays. Une Italienne et Pâturage[25].

### Collections muséales
- Musée de l'Ermitage à Saint-Pétersbourg
- Musée de Kuopio en Finlande : sept icônes réalisées par Vital De Gronckel pour l'église de Viapori en 1853.